# 피텔리오스속
피텔리오스속(Phythelios)은 트레보욱시아강에 속하는 녹조식물 속의 하나이다. 미크락티니움과(Micractiniaceae)의 유일속으로 3종으로 이루어져 있다. 미세보리수염말속(Micractinia)은 클로렐라목 클로렐라과로 분류한다.

## 하위 종
- Phythelios de-tonii
- Phythelios loricata
- Phythelios viridis